# Głębokie państwo
Głębokie państwo (tur. derin devlet, ang. deep state) – typ zarządzania państwem, w którym faktyczną siłę decydującą stanowi potencjalna, nieautoryzowana, tajna grupa osób, działających niezależnie od politycznych przywódców, realizując własne plany i cele.
Pojęcie zyskało na popularności w powszechnym użyciu po wyborach prezydenckich w Stanach Zjednoczonych w 2016 roku, kiedy często pojawiało się w dyskursie publicznym, używane przez administrację Donalda Trumpa i konserwatywne media. Media liberalne traktowały mówienie o istnieniu głębokiego państwa w USA jako teorię spiskową.

## Pojęcie
„Głębokie państwo” to tłumaczenie tureckiego derin devlet, mającego dokładne takie znaczenie. Używano go przy opisywaniu domniemanej tajnej sieci składającej się z oficerów wojskowych i ich cywilnych sojuszników, którzy dążyli do zachowania świeckiego porządku opartego na ideach Mustafy Kemala Atatürka sięgających 1923 roku. Istnieją również opinie, że „głębokie państwo” i „Kontrgerilla” zostały ustanowione w Turcji w okresie zimnej wojny, w obliczu zagrożeniu ekspansji radzieckiego komunizmu, jako część operacji Gladio, aby nakłonić Turków do wstąpienia do sojuszu NATO.

## Historia
W XIX wieku kapitalizm i globalne instytucje finansowe zmieniły kształt władzy politycznej. Jak zasugerował Juwal Noach Harari w książce Sapiens. Od zwierząt do bogów (ang. Sapiens: A Brief History of Humankind), kapitalizm rozwija się dzięki wspólnej wierze w systemy finansowe, kredyt i wzrost gospodarczy, co pozwala bankom, korporacjom i kapitałowi prywatnemu wywierać bezprecedensowy wpływ na rządy i społeczeństwa. Ta dziewiętnastowieczna transformacja doprowadziła do powszechnych obaw, że elity finansowe zastąpiły tradycyjną władzę polityczną, utrwalając się jako stała i nieodpowiadająca przed nikim klasa rządząca. Kryzysy finansowe, takie jak panika roku 1873, wzmacniały obawy, że niewybieralne elity finansowe dyktują politykę gospodarczą, stawiając własne interesy ponad stabilność narodową.
W historii za winnych formowania się głębokich państw uważano tajne stowarzyszenia, takie jak masonerię i iluminatów. Następnie winnymi stali się żydowscy finansiści i elity bankowe kontrolujące globalną politykę i gospodarkę. Te twierdzenia wzmocniły Protokoły mędrców Syjonu drukowane pod koniec XIX wieku. Na sprawy świata miała wywierać przemożny wpływ tajna żydowska kabała. W dobie Wiosny Ludów w 1848 roku i Komuny Paryskiej w 1871 roku grupy reakcyjne oskarżyły żydowskich bankierów — szczególnie rodzinę Rothschildów — o wykorzystywanie wpływów finansowych do destabilizacji rządów i promowania rewolucyjnych zmian. Oskarżenia szły w parze z obawami, że niewybieralne elity sprawują kontrolę wykraczającą poza publiczną odpowiedzialność.
Finansiści są nadal uważani za podstawowy podmiot w aspekcie obaw związanych z formowaniem się tzw. głębokiego państwa. Banki centralne, Międzynarodowy Fundusz Walutowy i Światowe Forum Ekonomiczne są często krytykowane za kształtowanie globalnej polityki finansowej poza demokratycznym nadzorem.
Początek XX wieku był naznaczony politycznymi i społecznymi wstrząsami, podsycającymi obawy o istnienie ukrytych struktur władzy manipulujących sprawami rządowymi. Gdy państwa stawały w obliczu rewolucji, wojny czy kryzysów gospodarczych, przywódcy coraz częściej ostrzegali przed tajemniczymi elitami i wewnętrznymi spiskami, aby uzasadnić represje wobec opozycji politycznej i swobód obywatelskich. Podczas gdy obawy o zakorzenione wpływy w urzędach, wojsku i instytucjach finansowych były czasami uzasadnione, rządy często wykorzystywały te obawy do konsolidacji władzy, tłumienia sprzeciwu i rozszerzania autorytarnej kontroli pod pozorem ochrony demokracji.
Jedna z najbardziej znanych narracji o głębokim państwie pojawiła się w odpowiedzi na rewolucję rosyjską w 1917 roku. Nagły upadek rządu tymczasowego i dojście bolszewików do władzy podsyciły spekulacje, że rewolucja została zorganizowana przez tajne siły, a nie była wynikiem napięć społecznych i ekonomicznych. Niektóre frakcje antybolszewickie promowały teorię spiskową o „żydobolszewikach”, która fałszywie twierdziła, że żydowscy rewolucjoniści koordynowali powstanie w celu obalenia rządów narodowych. Teoria ta, choć powszechnie odrzucana, przyczyniła się do szerszego postrzegania ruchów komunistycznych jako części międzynarodowego głębokiego państwa, działającego poza publiczną kontrolą.
Reżim hitlerowski w Niemczech wykorzystywał strach przed ukrytymi strukturami władzy jako broń do uzasadnienia brutalnych represji i eliminacji rywali. Noc długich noży w 1934 roku została przedstawiona jako obrona przed wewnętrznymi spiskowcami, była zaś starannie zaplanowaną czystką mającą na celu umocnienie rządów nazistowskich. W przeciwieństwie do wadliwych, ale prawnie funkcjonujących instytucji Republiki Weimarskiej, Gestapo, SS i SD działały bez demokratycznej kontroli, wykorzystując władzę państwową do tłumienia sprzeciwu. Tworząc groźby ze strony tajemniczych elit i wewnętrznej zdrady, naziści legitymizowali własne nieodpowiedzialne rządy, wykorzystując narrację o istnieniu głębokiego państwa do tworzenia otwarcie represyjnych instytucji.
Podobną politykę prowadzono we Włoszech i Hiszpanii, gdzie autorytarni przywódcy używali retoryki o głębokim państwie, aby uzasadnić wszelkie represje. Rząd Benito Mussoliniego przedstawiał liberalnych polityków, socjalistów i działaczy antyfaszystowskich jako część tajnej siły działającej przeciwko jedności narodowej. We frankistowskiej Hiszpanii Francisco Franco przedstawiał grupy opozycyjne jako elementy międzynarodowego spisku, wykorzystując oskarżenia o uczestniczenie w głębokim państwie do centralizacji, kontroli i tłumienia sprzeciwu. Podczas gdy oba reżimy wyolbrzymiały istnienie zorganizowanego głębokiego państwa, działały również w środowiskach urzędników, w których elity wojskowe, sądownicze i arystokratyczne zachowały znaczący wpływ na rządy, nawet gdy formalnie zmieniała się władza polityczna.
Historyk Niall Ferguson zauważa, że narracje o głębokim państwie często pojawiają się w momentach kryzysu, oferując uproszczone wyjaśnienia złożonych wydarzeń. Choć czasami mają one swoje korzenie w rzeczywistych walkach o władzę, rządy często podsycają te obawy, aby usprawiedliwić represje, wykorzystując retorykę o głębokim państwie do przedstawiania ideologicznej dywersji jako zagrożenia, uciszania sprzeciwu i rozszerzania kontroli.

## Obecne podejrzenia o funkcjonowanie głębokich państw według kraju

### Egipt
W 2013 roku autor Abdul-Azim użył określenia głębokie państwo w odniesieniu do egipskich sfer wojskowych związanych z bezpieczeństwem, w szczególności Najwyższej Rady Sił Zbrojnych (arab. ‏المجلس الأعلى للقوات المسلحة‎) po rewolucji w 2011 roku. Są to „niedemokratyczni przywódcy w kraju”, których władza jest „niezależna od wszelkich zachodzących zmian politycznych”. Są „często ukryci pod warstwami biurokracji” i mogą nie mieć „pełnej kontroli przez cały czas”, ale mają „namacalną kontrolę nad kluczowymi zasobami (czy to ludzkimi, czy finansowymi)”.

### Niemcy
Oświeceniowy pisarz Christoph Martin Wieland badał obawy dotyczące istnienia tajnych układów wpływających na władzę polityczną w swojej książce z 1788 roku pt. Sekret Zakonu Kosmopolitów. Pisma Wielanda antycypowały obawy, że tajne stowarzyszenia mogłyby ustanowić państwo w państwie, działające poza publiczną kontrolą. Jego praca oferuje wczesną refleksję na temat wyzwań związanych z zarządzaniem i transparentnością.
Obecnie ruch Obywatele Rzeszy (niem. Reichsbürger) jest postrzegany jako poważne wewnętrzne zagrożenie analogiczne do idei głębokiego państwa. Ruch ten składa się ze skrajnie prawicowych ekstremistów, którzy odrzucają prawowitość Republiki Federalnej Niemiec, twierdząc, że Rzesza Niemiecka, która istniała przed 1945 rokiem, nadal istnieje. Członkowie tego ruchu odmawiają płacenia podatków, wydają własne dokumenty tożsamości i często stosują pseudo prawne taktyki, aby bronić swoich poglądów. W grudniu 2022 roku władze niemieckie udaremniły zamach stanu zorganizowany przez grupę pozostającą pod wpływem Obywateli Rzeszy i teorii spiskowych QAnon. Spiskowcy zamierzali obalić rząd niemiecki i zainstalować nowy reżim pod przywództwem drobnego arystokraty Henryka XIII Księcia Reuss. Spisek obejmował rekrutację byłego personelu wojskowego i gromadzenie broni. Spiskowcy zamierzali użyć siły, aby osiągnąć swoje cele. Grupa opracowała nowy skład rządu. Starała się współpracować z Rosją, chociaż nie ma dowodów na to, że Rosjanie popierali lub pozytywnie reagowali na ich propozycje.

### Włochy
Najbardziej znanym przypadkiem jest Propaganda Due. Propaganda Due była lożą masońską należącą do Wielkiego Wschodu Włoch (wł. Grande Oriente d’Italia). Została założona w 1877 roku pod nazwą Masonic Propaganda. Pod przywództwem przedsiębiorcy Licia Gelliego stała się wywrotową wobec włoskiego porządku prawnego. Loża została zawieszona przez Wielki Wschód Włoch 26 lipca 1976 roku. Parlamentarna komisja śledcza ds. loży masońskiej P2, pod przewodnictwem minister Tiny Anselmi potępiła ją jako faktyczną „organizację przestępczą”. Propaganda Due została rozwiązana na mocy specjalnego prawa 25 stycznia 1982 roku.

### Turcja
Zdaniem dziennikarza Roberta F. Wortha  „wyrażenie «głębokie państwo» powstało w Turcji w latach 90., gdzie wojsko podjęło współpracę z handlarzami narkotyków i płatnymi zabójcami, aby prowadzić brudną grę przeciwko kurdyjskim powstańcom”. Historyk prof. Ryan Gingeras napisał, że turecki termin derin devlet „mówiąc potocznie” odnosi się do „elementów 'przestępczych' lub 'nieuczciwych', które w jakiś sposób przedarły się do władzy”. Dziennikarz Dexter Filkins napisał o „rzekomej tajnej sieci” tureckich „oficerów wojskowych i ich cywilnych sojuszników”, którzy przez dziesięciolecia „tłumili, a czasem mordowali dysydentów, komunistów, reporterów, islamistów, chrześcijańskich misjonarzy i członków grup mniejszościowych — każdego, kto mógł stanowić zagrożenie dla porządku świeckiego”. Dziennikarz Hugh Roberts opisał „podejrzane powiązania” między policją a służbami wywiadowczymi, „pewnymi politykami i zorganizowaną przestępczością”, których członkowie uważają, że są upoważnieni do „wszelkiego rodzaju niewypowiedzianych rzeczy”, ponieważ są „strażnikami wyższych interesów narodu”.